# Plumaudan
Plumaudan település Franciaországban, Côtes-d’Armor megyében. Lakosainak száma 1403 fő (2022. január 1.). Plumaudan Brusvily, Caulnes, Guenroc, Saint-Juvat, Saint-Maden, Trévron és Yvignac-la-Tour községekkel határos.

## Népesség
A település népességének változása:
| Lakosok száma | 808  | 737  | 787  | 958  | 1213 | 1258 | 1288 | 1333 | 1367 | 1403 |
|               | 1968 | 1982 | 1990 | 2006 | 2013 | 2015 | 2017 | 2019 | 2020 | 2022 |